# Star Trek: Invasion
Star Trek: Invasion est un jeu vidéo de combat spatial développé par Warthog Games et édité par Activision, sorti en 2000 sur PlayStation.

## Accueil
- GameSpot : 5,9/10[1]
- Jeuxvideo.com : 15/20[2]